# دریل مگنت
دریل مغناطیسی (به انگلیسی: Magnetic drilling) یا دریل مگنتی از جمله دریل‌های پرکاربرد در صنایع مختلف به‌شمار می‌رود که به دلیل مزایای متعددی از جمله قابلیت حمل آسان، اپراتوری راحت و قیمت مناسب در مقایسه با سایر دریل‌ها، محبوبیت زیادی کسب کرده است.
این دستگاه از دو بخش اصلی تشکیل شده است:
قسمت پایینی: شامل یک آهنربای قوی که با ایجاد میدان مغناطیسی، دریل را به‌طور محکم به قطعه کار فلزی می‌چسباند. 
قسمت بالایی: شامل بدنه اصلی دستگاه که از دو بخش ثابت و متحرک تشکیل شده است. بخش متحرک شامل موتور، گیربکس، مته و متعلقات آن است. با روشن شدن دستگاه و حرکت عمودی (بالا و پایین) این بخش، فرایند سوراخ‌کاری انجام می‌شود. 
دریل مغناطیسی یا دریل مغناطیسی به‌طور خاص برای سوراخ‌کاری‌های دقیق و عمودی در سطوح فلزی، به ویژه فولاد، طراحی شده است. کاربردهای متداول این دستگاه عبارتند از:
- سوراخ‌کاری سطوح فلزی ضخیم
- ایجاد سوراخ در لوله‌ها، تیرها و پروفیل‌های فلزی
- نصب تابلو برق، قفسه‌بندی و سایر تجهیزات فلزی
- سوراخ‌کاری برای عبور لوله‌ها و کابل‌ها
- علامت‌گذاری روی سطوح فلزی

دریل مغناطیسی در انواع مختلفی از جمله مغناطیسی الکتریکی، مغناطیسی مکانیکی و مغناطیسی لوله موجود هستند که هر کدام مزایا و کاربردهای خاص خود را دارند. 

## تاریخچه
استفاده از ابزارهای چرخشی برای سوراخ‌کاری سطوح به اعماق تاریخ بشریت بازمی‌گردد. انسان‌های اولیه از چوب‌های صاف با نوک سنگ چخماق برای ایجاد سوراخ در مواد مختلف استفاده می‌کردند. با گذشت زمان، مصریان باستان از کمان و مته‌های چوبی برای سوراخ‌کاری در سنگ و چوب بهره می‌بردند.
اختراع مته‌های فلزی در قرن سیزدهم میلادی نقطه عطفی در تاریخ سوراخ‌کاری محسوب می‌شود. این اختراع به انسان‌ها امکان سوراخ‌کاری دقیق‌تر و کارآمدتر در مواد سخت‌تر مانند فلز را داد.
اواخر قرن نوزدهم، اختراع موتور الکتریکی انقلابی در دنیای ابزارآلات ایجاد کرد. اولین دریل الکتریکی توسط آرتور جیمز آرنات در سال ۱۸۸۹ ساخته شد. این اختراع، سرآغازی برای نسل جدیدی از دریل‌ها، از جمله دریل‌های مغناطیسی، بود.
تاریخ دقیق اختراع دریل مغناطیسی مشخص نیست، اما شواهد نشان می‌دهد که اولین نمونه‌های این ابزار در اوایل قرن بیستم میلادی توسعه یافته‌اند. ایده اصلی دریل مغناطیسی، استفاده از نیروی مغناطیسی برای تثبیت دریل بر روی سطح کار بود. این امر به افزایش دقت و پایداری حین سوراخ‌کاری، به خصوص در سطوح فلزی، کمک می‌کرد.
در طول قرن بیستم، دریل‌های مغناطیسی به‌طور قابل توجهی تکامل یافتند. موتورهای قدرتمندتر، گیربکس‌های کارآمدتر و سیستم‌های خنک‌کننده بهتر به این ابزارها اضافه شد. همچنین، مدل‌های مختلفی از دریل مغناطیسی با ویژگی‌ها و کاربردهای خاص توسعه یافتند. امروزه، دریل‌های مغناطیسی به عنوان ابزارهای ضروری در صنایع مختلف، از جمله ساخت و ساز، تأسیسات، برق‌کاری، لوله‌کشی و ساخت قطعات فلزی، شناخته می‌شوند. این ابزارها به دلیل دقت، کارایی، ایمنی و تنوع کاربردی که دارند، مورد استقبال گسترده متخصصان قرار گرفته‌اند.

## تفاوت دریل مغناطیسی و دریل معمولی

### مکانیزم کارکرد

#### دریل مغناطیسی
از آهن‌ربا قوی برای اتصال به سطح فلزی استفاده می‌کند. این آهن‌ربا به دریل اجازه می‌دهد به سطح متصل شده و از لغزش جلوگیری کند. این نوع دریل به ویژه برای برش در مکان‌های دسترسی محدود یا در سطوح افقی مناسب است.

#### دریل معمولی
بر روی سطح کار قرار می‌گیرد و با نگهداری در دست، با دسته یا دکمه مخصوص، روشن می‌شود. این نوع دریل به‌طور معمول برای برش در سطوح مختلف مانند چوب، پلاستیک و فلزهای نرم، استفاده می‌شود.

### قابلیت تنظیم و کاربرد خاص
دریل مغناطیسی: این نوع دریل دارای پایه آهن‌ربایی قابل تنظیم است که امکان برش در زوایا و موقعیت‌های مختلف را فراهم می‌کند. همچنین، قابلیت تنظیم سرعت و عمق برش نیز به دلیل نیازهای صنعتی آن وجود دارد. قدرت دریل بر حسب وات اندازه‌گیری می‌شود. هرچه قدرت دریل بیشتر باشد، قابلیت سوراخکاری در مواد سخت‌تر را دارد.دریل معمولی: اکثر مدل‌های دریل معمولی نیز دارای قابلیت تنظیم سرعت و عمق برش هستند، اما این تنظیمات معمولاً برای کارهای عمومی و خانگی مناسب می‌باشند.

### استفاده در شرایط مختلف
دریل مغناطیسی: به دلیل قابلیت چسبندگی به سطوح فلزی، در مواردی که نیاز است تا به سطوح عمودی یا افقی دسترسی داشته باشید، بسیار مؤثر است. دریل معمولی: دریل معمولی در شرایطی که فضای دریل‌کاری محدود است، معمولاً استفاده از دریل‌های معمولی چالش‌های فراوانی دارد.

### نوع مواد کاربردی
دریل مغناطیسی: این نوع دریل به صورت ویژه برای برش مواد فلزی سخت، مانند فولاد و آلومینیوم مناسب است. دریل معمولی: دریل معمولی می‌تواند برای سطوحی چوبی، پلاستیک، متریال‌های سبک و حتی فلزهای نرم مناسب باشد.

## انواع دریل مغناطیسی

### دریل‌های مغناطیسی عمومی
دریل‌های مغناطیسی عمومی، پرکاربردترین نوع در میان انواع دریل‌های مغناطیسی هستند و به‌عنوان یک ابزار همه‌کاره در صنایع مختلف شناخته می‌شوند. این دریل‌ها معمولاً با منبع تغذیه برقی کار می‌کنند و دارای پایه مغناطیسی الکترومغناطیسی هستند که با فعال شدن، دستگاه را به سطح فلزی متصل می‌کند. قدرت موتور این دریل‌ها بر حسب وات اندازه‌گیری می‌شود و بسته به مدل، می‌توانند سوراخ‌هایی با قطر و عمق متفاوت ایجاد کنند.
این دریل‌ها قابلیت تنظیم سرعت و عمق سوراخ‌کاری را دارند و می‌توان از مته‌های گردبر و مارپیچی در آن‌ها استفاده کرد. طراحی سبک و قابل حمل آن‌ها، امکان استفاده در پروژه‌های ساختمانی، نصب اسکلت‌های فلزی، صنایع خودروسازی و کارگاه‌های تولیدی را فراهم می‌کند. انعطاف‌پذیری در زوایای مختلف، آن‌ها را برای سوراخ‌کاری در تیرهای ساختمانی و سازه‌های فلزی بزرگ مناسب می‌سازد.
دریل‌های مغناطیسی عمومی نصب سریع و آسانی دارند، دقت بالایی در سوراخ‌کاری ارائه می‌دهند و نسبت به سایر انواع تخصصی، مقرون‌به‌صرفه هستند. با این حال، وابستگی به برق ممکن است در برخی محیط‌ها محدودیت ایجاد کند و برای سطوح غیرفلزی یا نازک‌تر از حد استاندارد، کارایی کمتری دارند.

### دریل‌های مغناطیسی لوله
دریل‌های مغناطیسی لوله نوعی خاص از دریل‌های مغناطیسی هستند که برای سوراخ‌کاری روی سطوح استوانه‌ای و لوله‌های فلزی طراحی شده‌اند. این دریل‌ها معمولاً با آداپتورهای مخصوصی عرضه می‌شوند که به آن‌ها اجازه می‌دهد به شکل ایمن روی سطوح منحنی متصل شوند. پایه مغناطیسی این دریل‌ها به گونه‌ای طراحی شده که بتواند نیروی چسبندگی کافی را حتی روی سطوح غیرمسطح فراهم کند.
این دریل‌ها مجهز به آداپتورهای مخصوص برای اتصال به لوله هستند، قابلیت تنظیم زاویه سوراخ‌کاری را دارند و قدرت بالایی برای نفوذ در ضخامت‌های مختلف لوله ارائه می‌دهند. در صنایع نفت و گاز، خطوط لوله‌کشی و ساخت مخازن استوانه‌ای استفاده می‌شوند و برای نصب و تعمیر خطوط لوله نفتی یا سوراخ‌کاری مخازن بزرگ، انتخابی ایده‌آل هستند.
دریل‌های مغناطیسی لوله امکان کار روی سطوح غیرمسطح را فراهم می‌کنند، زمان نصب و اجرا در پروژه‌های لوله‌کشی را کاهش می‌دهند و به دلیل اتصال محکم، ایمنی بالایی دارند. با این حال، هزینه آن‌ها نسبت به دریل‌های عمومی بالاتر است و نیاز به آداپتورهای خاص دارند که ممکن است در همه مدل‌ها موجود نباشد.

### دریل‌های مغناطیسی ریل
دریل‌های مغناطیسی ریل به طور خاص برای سوراخ‌کاری در ریل‌های راه‌آهن و سازه‌های ریلی طراحی شده‌اند. این دریل‌ها معمولاً با سیستم‌های اتصال مکانیکی یا مغناطیسی ویژه‌ای مجهز شده‌اند که به جای تکیه صرف بر آهنربای الکترومغناطیسی، از گیره‌ها یا بست‌های مخصوص برای ثابت شدن روی ریل استفاده می‌کنند. برخی مدل‌ها نیز با سوخت بنزین کار می‌کنند تا در محیط‌های دورافتاده که دسترسی به برق محدود است، قابل استفاده باشند.
این دریل‌ها سیستم اتصال مقاوم برای ریل‌های فلزی دارند، طراحی مقاوم برای استفاده در شرایط سخت محیطی ارائه می‌دهند و قابلیت حمل و نقل آسانی دارند. در صنایع ریلی برای نصب، تعمیر و نگهداری ریل‌ها و واگن‌ها به کار می‌روند و سوراخ‌کاری دقیق در ریل‌های راه‌آهن یا ساخت پل‌ها و تونل‌های ریلی از جمله کاربردهای اصلی آن‌ها است.
دریل‌های مغناطیسی ریل برای کار در فضای باز و شرایط سخت مناسب هستند، دقت بالایی در سوراخ‌کاری ریل ارائه می‌دهند و انعطاف‌پذیری در منابع تغذیه (برقی یا بنزینی) دارند. با این حال، کاربرد آن‌ها محدود به صنایع ریلی است و هزینه نگهداری در مدل‌های بنزینی بالاتر است.